# Jean Morel (acteur)
Pour les articles homonymes, voir Jean Morel et Morel.
Julien Auguste Bérard dit Jean Morel, né dans le 20e arrondissement de Paris le 25 mai 1906 et mort à Aix-en-Provence (Bouches-du-Rhône) le 11 août 1988, est un acteur français.

## Filmographie
- 1939 : Les Cinq Sous de Lavarède de Maurice Cammage
- 1941 : Croisières sidérales d'André Zwobada : le commandant
- 1942 : L'Ange gardien de Jacques de Casembroot
- 1942 : Le journal tombe à cinq heures de Georges Lacombe
- 1942 : Pontcarral, colonel d'Empire de Jean Delannoy
- 1942 : Le Grand Combat de Bernard Roland : Spartan
- 1942 : Huit Hommes dans un château de Richard Pottier : le commandant Dupuis
- 1943 : Adémaï bandit d'honneur de Gilles Grangier
- 1943 : Les Anges du péché de Robert Bresson : l'inspecteur de police
- 1943 : Fou d'amour de Paul Mesnier
- 1943 : L'Inévitable Monsieur Dubois de Pierre Billon : le valet de chambre
- 1943 : Le Bal des passants de Guillaume Radot
- 1943 : Le Soleil de minuit de Bernard Roland : Schmidt
- 1943 : Paperasses de Jacques Lemoigne (court métrage)
- 1944 : Le Carrefour des enfants perdus de Léo Joannon : le commissaire
- 1944 : La Collection Ménard de Bernard Roland : le président
- 1944 : L'Île d'amour de Maurice Cam
- 1945 : La Cage aux rossignols de Jean Dréville : le directeur
- 1945 : La Ferme du pendu de Jean Dréville
- 1945 : François Villon d'André Zwobada : Alain
- 1946 : L'Affaire du collier de la reine de Marcel L'Herbier et Jean Dréville : M. de Breteuil
- 1946 : Christine se marie de René Le Hénaff
- 1947 : Copie conforme de Jean Dréville : le bijoutier
- 1949 : Dernière Heure, édition spéciale de Maurice de Canonge
- 1949 : La Ronde des heures d'Alexandre Ryder
- 1950 : Amour et Compagnie de Gilles Grangier
- 1950 : Le Grand Rendez-vous de Jean Dréville : Dameret
- 1950 : Justice est faite d'André Cayatte
- 1952 : Les Belles de nuit de René Clair
- 1955 : Escale à Orly de Jean Dréville
- 1955 : Interdit de séjour de Maurice de Canonge
- 1955 : Les Nuits de Montmartre de Pierre Franchi
- 1957 : L'Homme aux clefs d'or de Léo Joannon
- 1957 : Police judiciaire de Maurice de Canonge
- 1958 : La Moucharde de Guy Lefranc
- 1961 : Il suffit d'aimer de Robert Darène : Lawrence

## Théâtre
- 1947 : Huon de Bordeaux d'Alexandre Arnoux, mise en scène Georges Douking, Centre dramatique de l'Est
- 1949 : Un inspecteur vous demande de John Boynton Priestley, mise en scène Pierre Valde, Théâtre des Célestins
- 1950 : Le Fleuve de Charles Cordier, mise en scène José Squinquel, Théâtre Verlaine
- 1950 : L'Affaire Fualdès de Denis Marion, mise en scène Georges Douking, Théâtre du Vieux Colombier
- 1953 : Huon de Bordeaux d'Alexandre Arnoux, mise en scène Georges Douking, Théâtre des Célestins
- 1955 : Liberty Bar de Frédéric Valmain, mise en scène Jean Dejoux,  Théâtre Charles de Rochefort